# Xantho (Nereide)
Xantho (altgriechisch Ξανθώ) ist in der griechischen Mythologie eine Tochter des Nereus und der Okeanide Doris und somit eine der Nereiden.
Sie wird nur im Nereidenkatalog des Hyginus Mythographus genannt, während sie in den gleichartigen Aufzählungen bei Homer, Hesiod und der Bibliotheke des Apollodor fehlt. Vergil kennt in den Georgica eine Wassernymphe gleichen Namens.